# نیو فرانکفورت (ایندیانا)
نیو فرانکفورت (به انگلیسی: New Frankfort) یک منطقهٔ مسکونی در ایالات متحده آمریکا است که در ایندیانا واقع شده‌است. نیو فرانکفورت ۱۹۴ متر بالاتر از سطح دریا واقع شده‌است.